# Vyšný (Český Krumlov)
Vyšný (německy Weischseln) je vesnice, část města Český Krumlov v okrese Český Krumlov. Nachází se asi 2,5 km na severozápad od Českého Krumlova. Je zde evidováno 130 adres. Vyšný je v ochranném pásmu městské památkové rezervace Český Krumlov.
Vyšný je také název katastrálního území o rozloze 5,83 km².

## Historie
První písemná zmínka o vesnici pochází z roku 1272.  V letech 1938 až 1945 bylo území Vyšného v důsledku uzavření Mnichovské dohody přičleněno k nacistickému Německu.

## Přírodní poměry
V katastrálním území Vyšný se nachází nebo do něj zasahují tři chráněná území: přírodní památka Výří vrch na západě, přírodní památka Cvičák na jihovýchodě a národní přírodní rezervace Vyšenské kopce na jihozápadě. 18. května 2025 zasáhlo Vyšný a okolí tornádo, které poškodilo především stromy a lesní porosty.